# 아시안 하이웨이 35호선
아시안 하이웨이 35호선(AH35)은 몽골의 은드르항과 중화인민공화국 랴오닝성 진저우시를 이어주는 아시안 하이웨이 노선으로, 총 연장은 약 1,305 km이다. 노선 구간은 대체적으로 보면 아시안 하이웨이 32호선이나 아시안 하이웨이 3호선과 거의 유사하나, 경로가 현재 구상중인 구간으로 분류되어 있지만 어떤 고속도로나 국도 등을 경유하고 있는지 경로는 아직 불분명하다.